# Déterminant de Slater
En mécanique quantique le déterminant de Slater d'ordre N est une expression de la fonction d'onde d'un système de N électrons (ou autres fermions) identiques. Il est exprimé sous la forme d'un déterminant constitué avec les N spinorbitales {\displaystyle \phi _{k_{i}}(\mathbf {\xi } )} individuelles des différents fermions. 
Cette écriture permet à la fonction d'onde du système de satisfaire la condition d'antisymétrie lors de l'échange de deux fermions et en vertu du principe de Pauli. En effet, un déterminant change de signe lors de la permutation de deux indices quelconques de ses colonnes ou lignes. Il est également nul si deux lignes ou colonnes sont identiques, donc physiquement si deux fermions sont dans le même état, conformément au principe de Pauli.
Du fait de l'utilisation de fonctions d'onde monofermioniques, un déterminant de Slater ne correspond à la fonction d'onde du système que si les interactions entre fermions peuvent être considérées comme négligeables (modèle à fermions indépendants). Dans le cas d'un système où les interactions entre les particules du système ne peuvent être négligées, le déterminant de Slater pourra cependant être utilisé comme une approximation de la fonction d'onde réelle du système. Ceci constitue le point de départ de la méthode de Hartree-Fock. De façon plus précise il est également possible d'utiliser une combinaison linéaire de déterminants de Slater pour approximer la fonction d'onde réelle, par exemple dans la méthode d'interaction de configuration.

## Expressions et propriétés

### Généralités et première approche
En mécanique quantique les particules élémentaires se divisent en deux types, en fonction à la fois de leur nombre quantique de spin s et de leur propriété sous l'effet d'une permutation de deux particules identiques :
- les bosons, de spin s entier[1] (s = 0, 1, 2 ...), par exemple le photon, dont la fonction d'onde à plusieurs particules identiques {\displaystyle \Psi \left(\mathbf {\xi } _{1},\mathbf {\xi } _{2},...,\mathbf {\xi } _{N}\right)} est symétrique sous l'effet d'une permutation : {\displaystyle \Psi \left(\mathbf {\xi } _{1},...,\mathbf {\xi } _{k},...,\mathbf {\xi } _{p},...,\mathbf {\xi } _{N}\right)=\Psi \left(\mathbf {\xi } _{1},...,\mathbf {\xi } _{p},...,\mathbf {\xi } _{k},...,\mathbf {\xi } _{N}\right)}.

Deux bosons identiques peuvent donc se trouver simultanément dans le même état quantique.
- les fermions, de spin s demi-entier [1] (s=1/2,3/2,...), par exemple l'électron, dont la fonction d'onde à plusieurs particules identiques {\displaystyle \Psi \left(\mathbf {\xi } _{1},\mathbf {\xi } _{2},...,\mathbf {\xi } _{N}\right)} est antisymétrique sous l'effet d'une permutation : {\displaystyle \Psi \left(\mathbf {\xi } _{1},...,\mathbf {\xi } _{k},...,\mathbf {\xi } _{p},...,\mathbf {\xi } _{N}\right)=-\Psi \left(\mathbf {\xi } _{1},...,\mathbf {\xi } _{p},...,\mathbf {\xi } _{k},...,\mathbf {\xi } _{N}\right)}.

Cette définition implique que deux fermions identiques ne peuvent donc se trouver simultanément dans le même état quantique (principe d'exclusion de Pauli).
L'antisymétrie de la fonction d'onde à plusieurs particules pour les fermions a de nombreuses conséquences : en particulier elle explique largement les règles de remplissage des couches électroniques des atomes, et l'existence d'électrons non appariés dans les couches incomplètes, susceptibles de donner lieu à des liaisons chimiques (covalente ou ionique). Elle explique également l'origine de l'interaction d'échange entre deux électrons, qui elle-même est à la base de l'explication de l'origine du ferromagnétisme.
Le cas le plus simple est celui d'un système de deux fermions identiques. Si {\displaystyle \phi _{1}(\mathbf {\xi _{1}} )} et {\displaystyle \phi _{2}(\mathbf {\xi _{2}} )} sont les fonctions d'onde (d'espace et de spin) normalisées de chacun d'eux, il est facile de construire une fonction d'onde {\displaystyle \Psi (\mathbf {\xi _{1}} ,\mathbf {\xi _{2}} )} du système qui soit antisymétrique sous l'échange des deux particules  en prenant (à un facteur de multiplication près) :
{\displaystyle \Psi (\mathbf {\xi _{1}} ,\mathbf {\xi _{2}} )=\phi _{1}(\mathbf {\xi _{1}} )\phi _{2}(\mathbf {\xi _{2}} )-\phi _{1}(\mathbf {\xi _{2}} )\phi _{2}(\mathbf {\xi _{1}} )}.
En normalisant cette expression devient :
{\displaystyle \Psi (\mathbf {\xi _{1}} ,\mathbf {\xi _{2}} )={\frac {1}{\sqrt {2}}}\left[\phi _{1}(\mathbf {\xi _{1}} )\phi _{2}(\mathbf {\xi _{2}} )-\phi _{1}(\mathbf {\xi _{2}} )\phi _{2}(\mathbf {\xi _{1}} )\right]},
expression dont il est facile de vérifier qu'elle se met sous la forme d'un déterminant 2x2 :
{\displaystyle \Psi (\mathbf {\xi _{1}} ,\mathbf {\xi _{2}} )={\frac {1}{\sqrt {2}}}{\begin{vmatrix}\phi _{1}(\mathbf {\xi _{1}} )&\phi _{2}(\mathbf {\xi _{1}} )\\\phi _{1}(\mathbf {\xi _{2}} )&\phi _{2}(\mathbf {\xi _{2}} )\end{vmatrix}}}.
Ce déterminant est la forme la plus simple d'un déterminant de Slater, obtenu en généralisant cette formule à N fermions identiques.

### Généralisation: déterminant de Slater
Il est possible de généraliser la formule précédente pour un système de N fermions identiques décrit chacun par les spinorbitales {\displaystyle \phi _{k_{i}}(\mathbf {\xi } _{k_{i}})}, la notation {\displaystyle \mathbf {\xi } _{k_{i}}} désignant les coordonnées d'espace et de spin du ki-ième fermion en définissant le déterminant de Slater :
{\displaystyle \Psi (\mathbf {\xi _{1}} ,...,\mathbf {\xi _{N}} )={1 \over {\sqrt {N!}}}{\begin{vmatrix}\phi _{k_{1}}(\mathbf {\xi _{1}} )&\phi _{k_{2}}(\mathbf {\xi _{1}} )&\ldots &\phi _{k_{N}}(\mathbf {\xi _{1}} )\\\phi _{k_{1}}(\mathbf {\xi _{2}} )&\phi _{k_{2}}(\mathbf {\xi _{2}} )&\ldots &\phi _{k_{N}}(\mathbf {\xi _{2}} )\\\vdots &\vdots &\ddots &\vdots \\\phi _{k_{1}}(\mathbf {\xi _{N}} )&\phi _{k_{2}}(\mathbf {\xi _{N}} )&\ldots &\phi _{k_{N}}(\mathbf {\xi _{N}} )\\\end{vmatrix}}}
le facteur {\displaystyle 1 \over {\sqrt {N!}}} est un facteur de normalisation valable si
les spinorbitales sont elles-mêmes normées. Cette expression fut proposée en 1929 comme forme approchée de fonction d'onde d'un atome à plusieurs électrons par le physicien américain John Clarke Slater.

### Propriétés
- Antisymétrie par rapport à la permutation des coordonnées d'espace et de spin de deux particules :

À la permutation des coordonnées d'espace et de spin de deux particules correspond la
permutation des deux lignes correspondantes du déterminant. Les
déterminants de Slater satisfont le principe d'antisymétrie, en
effet un déterminant change de signe lorsque l'on permute deux lignes
ou deux colonnes. Cette propriété est également valable pour une
combinaison linéaire de déterminants.
- Invariance pour toute transformation unitaire des spinorbitales :

Les déterminants de Slater formés sur des spinorbitales liées par une transformation unitaire sont égaux. Les spinorbitales sont définies à une transformation unitaire près.
- Action des opérateurs de spin total {\displaystyle S_{z}} et {\displaystyle S^{2}}:

Un déterminant de Slater est toujours fonction propre de {\displaystyle S_{z}}
où {\displaystyle N_{\alpha }} et{\displaystyle N_{\beta }} désigne les nombres de spinorbitales {\displaystyle \alpha } et {\displaystyle \beta }
Un déterminant de Slater n'est fonction propre de {\displaystyle S^{2}} que s'il correspond à la composante de haut spin ({\displaystyle M_{S}=S}) ou de bas spin ({\displaystyle M_{S}=-S}) du multiplet.